# チョン・ホヨン
チョン・ホヨン（朝鮮語: 정호연、1994年6月23日 - ）は、韓国のモデル、女優。同徳女子大学校芸術学部卒業。2021年に製作されたNetflixオリジナルドラマ『イカゲーム』のカン・セビョク役で出演したことで、世界に名を知らしめた。同年に全米映画俳優組合賞女優賞を受賞した。

## 芸能活動
15歳でモデルの道に踏み入った。モデル選手権であるAmerica's Next Top Modelのリメイク版『Korea's Next Top Model』で準優勝を取得した。高級ブランド「バーバリー」、「シャネル」の雑誌の表紙に掲載されたこともある。2016年に赤毛に染めたため、「赤毛のアジア人」としても知られた。
現在製作中のアメリカドラマ『Disclaimer』にも出演予定。イカゲームでは脱北者を演じるに当たり、北朝鮮方言や武術を学び、北朝鮮のドキュメンタリーを観ることで特訓した。

## 出演作品

### 映画
- Hope（TBA）

### テレビドラマ
- イカゲーム（2021年、Netflix） - カン・セビョク役
- タッカンジョン（2024年、Netflix） - ホン・チャ役
- ディスクレーマー 夏の沈黙（2024年、Apple TV+） - ジス役

### バラエティ・トーク番組
- 無限挑戦 - （韓国、2013年ゲスト出演）
- ザ・トゥナイト・ショー - （アメリカ、2021年ゲスト出演、イ・ジョンジェ、パク・ヘスと共に）

### 広告
- アモーレパシフィック
- アディダス（韓国版）

## 受賞歴
- 2021年全米映画俳優組合賞女優賞（ドラマ部門）
- 2021年Asia Artist AwardsU+アイドルLive人気賞